# Monastyrysche
Monastyrysche (tiếng Ukraina: Монастирище) là một thành phố của Ukraina. Thành phố này thuộc tỉnh Cherkasy. Thành phố này có diện tích ? km2, dân số theo điều tra dân số năm 2001 là 9463 người.